# Brace position

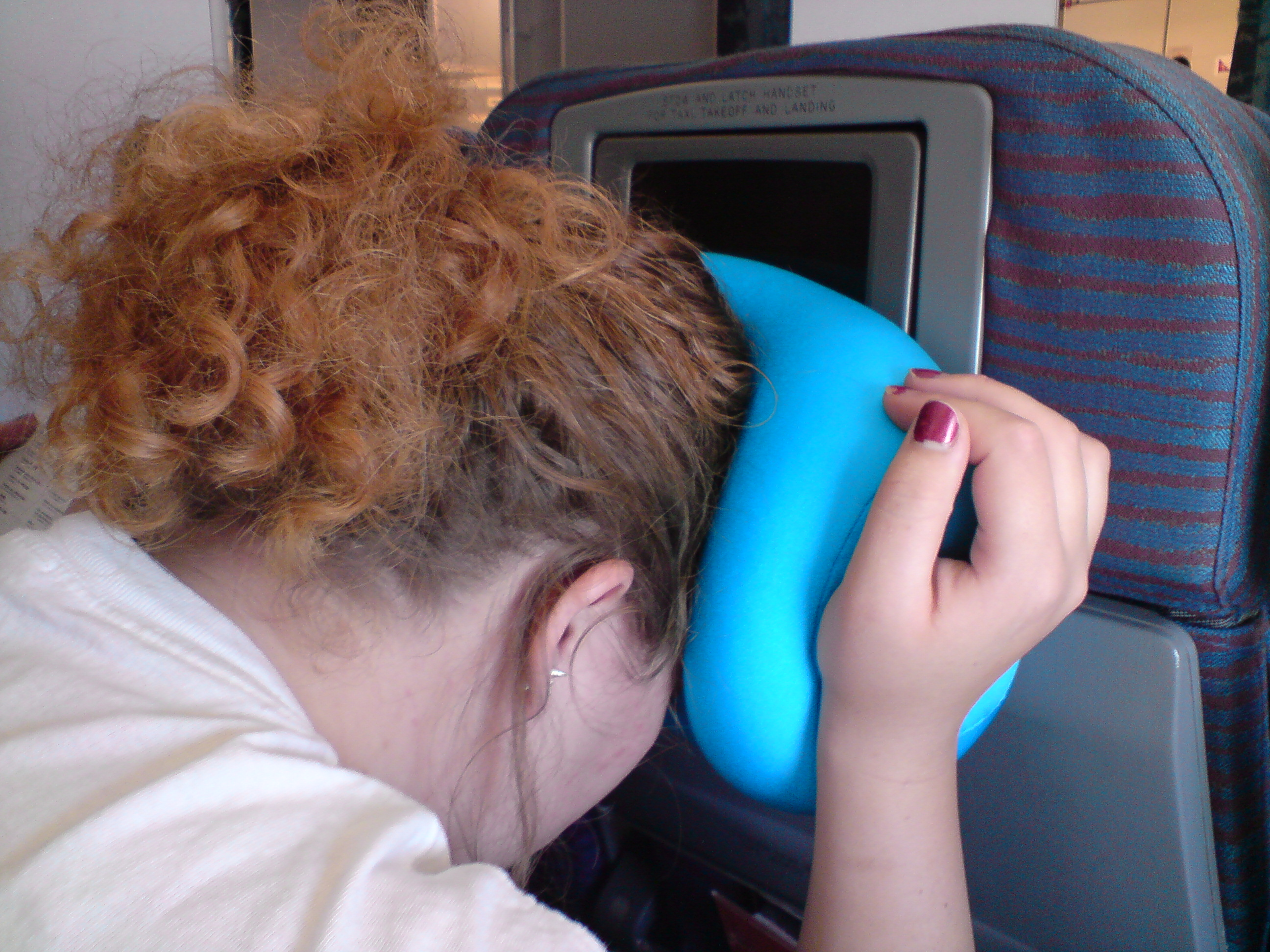
Brace position, Demonstration eines Notfalles. Das Bild zeigt eine mögliche Variante.

Als Brace-Position bzw. Sicherheitsposition oder Crash position (Absturz-Haltung)  wird in der  Luftfahrt eine Körperhaltung im Flugzeugsitz bezeichnet. Diese verbessert die Überlebenschancen bei Flugzeugabstürzen und -notlandungen für den Flugpassagier, indem Kopf und Rumpf zwischen den Rückenlehnen der Sitzreihen eingeklemmt werden. Das englische Wort brace bedeutet klemmen, klammern. Im drohenden Fall eines Absturzes oder einer Notlandung fordert der Flugkapitän oder die Kabinenbesatzung die Flugpassagiere mit der Anweisung „Sicherheitsposition einnehmen“ bzw. „brace for impact“ oder „brace, brace“ auf, diese Sicherheitsposition einzunehmen.

## Zweck
Das Einnehmen einer Klemmhaltung in der Erwartung eines Flugunfalles dient dem Schutz vor Knochenbrüchen und inneren Verletzungen. Indirekt wird dadurch auch die Überlebenschance gegenüber Verbrennungen erhöht, da ein bewegungsfähiger Passagier ein brennendes Flugzeug unter Umständen noch verlassen kann.
Tod durch Brandverletzungen ist eine häufige Todesursache bei Flugzeugabstürzen, da in vielen Fällen noch Kerosin in den Flugzeugtanks vorhanden ist, das sich nach dem Absturz verteilt und an den heißen Triebwerken entzündet.

## Unterrichtung
In Verkehrsflugzeugen hat es sich als sinnvoll erwiesen, Passagieren für etwaige Notfallsituationen ein konkretes Verhalten anzuraten. Piloten und Flugbegleiter rufen die Passagiere zu einem derartigen Verhalten auf, wenn eine Luftnotlage auftritt, die einen kontrollierten Weiterflug nicht mehr möglich erscheinen lässt, sondern mit einer Notlandung, Notwasserung oder dem Absturz des Flugzeuges gerechnet werden muss.

## Klemmhaltung
Der Passagier soll das Becken so weit wie möglich nach hinten schieben, seinen Hüftgurt sehr straff ziehen, Füße und Kopf möglichst weit nach vorn bringen, die Stirn dabei gegebenenfalls an die Rückenlehne des Vordersitzes anlehnen und die Hände neben oder über dem Kopf ablegen. Bei senkrecht gestellter Rückenlehne strafft sich der Gurt um den Beckenknochen und die Gefahr, dass er innere Verletzungen im Bauchraum auslöst, wird geringer. Der Tisch wird in Gefahrensituationen eingeklappt, um Verletzungsgefahren zu minimieren und ein schnelles Verlassen der Flugzeugkabine zu ermöglichen.
Sinn der Klemmhaltung ist es, den Körper möglichst fest zwischen den Sitzreihen einzuklemmen, damit er nicht herumgeschleudert wird. Der Kopf kann durch Hände und Arme zusätzlich geschützt werden.